# كلود جوزيف جونسون
كلود جوزيف جونسون (بالإنجليزية: Claude Joseph Johnson)‏ هو قس أمريكي، ولد في 16 مايو 1913 في دوغلاسفيل في الولايات المتحدة، وتوفي في 20 يوليو 1990.

## وصلات خارجية
- كلود جوزيف جونسون على موقع ميوزك برينز (الإنجليزية)
- كلود جوزيف جونسون على موقع أول ميوزيك (الإنجليزية)
- كلود جوزيف جونسون على موقع ديسكوغز (الإنجليزية)